# Діано-Сан-П'єтро
Діано-Сан-П'єтро (італ. Diano San Pietro) — муніципалітет в Італії, у регіоні Лігурія,  провінція Імперія.
Діано-Сан-П'єтро розташоване на відстані близько 430 км на північний захід від Рима, 90 км на південний захід від Генуї, 7 км на північний схід від Імперії.
Населення — 1153 особи (2014).
Щорічний фестиваль відбувається 29 червня. Покровитель — святий Петро.

## Демографія
Населення за роками:

Станом на 1 січня 2023 року в муніципалітеті офіційно проживало 108 іноземців з 22 країн, серед них 33 громадяни країн Євросоюзу та 1 громадянин України.

## Сусідні муніципалітети
- Діано-Арентіно
- Діано-Кастелло
- Сан-Бартоломео-аль-Маре
- Стелланелло
- Вілла-Фаральді